# وولودیمیر بیلیایف
وولودیمیر بیلیایف (اوکراینی: Володимир Іванович Бєляєв؛ زادهٔ ۷ دسامبر ۱۹۴۴) بازیکن والیبال اوکراینی‌تبار اهل شوروی است.